# Per Söderberg
För politikern se Per Söderberg (politiker)
Per Olof Söderberg, född 30 april 1836 i Åmål, Älvsborgs län, död 21 oktober 1881 i Stockholm, var en svensk grosshandlare. Han var far till Olof A Söderberg.

## Biografi
Per Söderberg var son till Gustaf Söderberg och Karin Wigelius. Efter läroverksstudier i Karlstad valde Söderberg att utbilda sig inom stålframställning, som då var föremål för stora tekniska satsningar. Han fick efter flera praktikplatser anställning 25 år gammal, först vid Garpenbergs bruk, som smidesmästare och knöts sedan även till Högbo Stål- och Jernwerks AB (föregångare till Sandvik AB). Söderberg åtog sig att resa runt och introducera det nya bessermerstålet på den svenska marknaden. 
År 1864 inregistrerades grosshandelsfirman P. Söderberg i Stockholm. Vid sidan av bessemerstål sålde den även järnvaror från andra svenska järnbruk. 1866 beslöt de två vännerna från brukstiden Per Söderberg och bruksbokhållaren Leonard Haak att starta ett grossistföretag inom järnbranschen. Bolaget fick namnet Söderberg & Haak med kontor i Stockholm. Den första tiden blev dock besvärlig. Efter bara fyra månader gick en av bolagets största leverantörer i konkurs, varvid Leonard Haak tyckte att delägarskapet i handelsbolaget nu blev för riskabelt och begärde att få dra sig ur. Han fick tillbaka insatsen på 4 000 riksdaler, men namnet lämnade han kvar.
Bolaget överlevde emellertid och snart började affärerna blomstra. Pelle Söderberg var en skicklig affärsman och när Fagerstas nya bessemerverk blev färdigt 1867 lyckades han förvärva rätten att sälja en stor del av Fagerstas stålprodukter och stångjärn i de nordiska länderna. Under andra halvan av 1800-talet började jordbruket mekaniseras alltmer och det var järnhandlarna som försåg bönderna med sina redskap. Därför föll det sig naturligt för Söderberg & Haak att även ta in diverse jordbruksredskap i sortimentet. Söderberg & Haak var den första grossisten för järn- och stålmanufaktur på den svenska marknaden och företaget kom att bli ledande då det gällde de svenska brukens avsättning på hemmamarknaden.
Söderberg gifte sig 1868 med Göta Örtenholm, dotter till bruksägaren Johan Örtenholm och Vendela Myhrman. När Söderberg avled 1881 vid 45 års ålder efterlämnade han den 36-åriga änkan samt barnen Per Johan, Olof och Anna, vilka då var tolv, nio respektive fyra år gamla. Göta Söderberg blev ägare till Söderberg & Haak och hon säkrade företagets överlevnad som familjeföretag. Hennes förhoppning var troligtvis att någon av sönerna kunde överta firman någon gång i framtiden. Så blev det också. När firman ombildades till aktiebolag vid årsskiftet 1905/1906 blev de båda bröder Olof A. Söderberg och  Per Johan Söderberg styrelseordförande respektive verkställande direktör.